# Westelijke Polders
Westelijke Polders is een van de vijf ressorten waaruit het Surinaamse district Nickerie bestaat.
In het noordoosten grenst het ressort Westelijke Polders aan de ressorten Oostelijke Polders en Nieuw-Nickerie, In het oosten aan Groot Henar, in het uiterste zuidwesten aan het district Sipaliwini en in het westen aan Guyana.
Aan de rivier Corantijn ligt South Drain van waaruit de veerboot naar Guyana vertrekt. Hier ligt in de rivier ook Papegaaieneiland dat in 2011 in beeld was als tussenstop voor de brug over de Corantijn.

## Bevolking
In 2012 had ressort Westelijke Polders volgens cijfers van het Centraal Bureau voor Burgerzaken (CBB) 8616 inwoners, een afname vergeleken met 9046 inwoners in 2004. De bevolking bestaat hoofdzakelijk uit Hindoestanen (6717, ofwel 78%) en Javanen (1562, ofwel 18%). Verder leven er 207 mensen van gemengde afkomst, 49 creolen, 38 Chinezen en 27 inheemsen.
Enkele van de grotere dorpen in dit ressort zijn Van Drimmelenpolder, Clarapolder, Zeedijk, Corantijnpolder, Van Pettenpolder en Nanipolder.